# Hyposcada similis
Hyposcada similis är en fjärilsart som beskrevs av Anton Heinrich Fassl 1915. Hyposcada similis ingår i släktet Hyposcada och familjen praktfjärilar. Inga underarter finns listade i Catalogue of Life.